# Lily Dougall
Pour les articles homonymes, voir Dougall.
Lily Dougall, née le 16 avril 1858 à Montréal (Canada) et morte le 9 octobre 1923 à Cumnor (Angleterre), est une écrivaine et féministe canadienne,.

## Biographie
Née le 16 avril 1858 dans une famille de journalistes évangéliques presbytériens — John Dougall et Elizabeth Redpath — , les opinions libérales de Dougall entrent souvent en conflit avec son éducation religieuse. Elle est la plus jeune d'une fratrie de neuf enfants. Bien que née à Montréal, au Québec, elle fait ses études à New York ainsi qu'à l'Université d'Édimbourg et à l'Université St. Andrew's en Écosse. Pendant son séjour à Édimbourg, elle demeure avec sa tante. Elle vit à Montréal de 1897 à 1903 jusqu'à ce qu'elle s'installe finalement à Cumnor, près d'Oxford, en 1911. Elle y réside avec sa partenaire lesbienne, Sophie Earp. À Cumnor, elle devient le centre d'un groupe qui se consacre à la réflexion et à la conversation. Ce point de vue était similaire à celui de son premier essai, Pro Christo et Ecclesia (1900),.
Son premier roman, Beggars All, est publié en 1892, suivi de neuf autres romans. Ses contemporains pensent que ses romans sont « bien accueillis » et qu'ils sont « largement lus loin des côtes de sa terre natale ». Elle a également écrit un roman avant Beggars All, Lovereen, A Canadian Novel, qui est publié sous un pseudonyme masculin. En plus de ses romans, elle publie un volume de nouvelles et huit livres de philosophie religieuse. Quatre des romans de Dougall ont des décors canadiens allant de l'ouest de la Colombie-Britannique à l'est du Québec en passant par l'Île-du-Prince-Édouard : What Necessity Knows, The Zeitgeist, The Mermaid: A Love Tale et The Madonna of a Day: A Study. Sa fiction se caractérise par les rebondissements du destin, le déguisement, l'identité cachée et l'amour désabusé. Plus remarquable, cependant, son travail est connu pour son exploration de thèmes religieux et philosophiques. Beaucoup de ses protagonistes sont des femmes fortes et indépendantes qui sont généralement attirées par l'idée d'un mariage égalitaire.

### Vie privée
Vivant avec sa compagne à Cumnor, elle ne s'est jamais mariée. Elle meurt le 9 octobre 1923 à la suite d'une crise cardiaque. Elle est enterrée au cimetière de Cumnor. Elle est la petite-fille de John Redpath, homme d'affaires et philanthrope canadien,.

## Œuvres
- (en) What Necessity Knows, 1893
- (en) The Zeit-Geist, 1895
- (en) The Mermaid, 1895
- (en) A Dozen Ways Of Love, 1897
- (en) The Mormon Prophet, 1899
- (en) The Summit House Mystery, 1905